# Vredeman de Vries Prijs
Vredeman de Vries Prijs is de jaarlijkse prijs genoemd naar Hans Vredeman de Vries. Het ene jaar is het de prijs voor architectuur en het jaar daarop de prijs voor vormgeving, waardoor deze prijzen tweejaarlijks zijn. De prijs is in 2000 ingesteld door de Nederlandse provincie Friesland. Dit initiatief wordt gesteund door ARK (centrum voor Architectuur en Ruimtelijke Kwaliteit), Keunstwurk en Hûs en hiem.
De winnaar wordt bepaald door een jury. De prijswinnaar ontvangt een bedrag van 5.000 euro en een oorkonde. Daarnaast is er ook de Leeuwarder Courant Publieksprijs.

## Prijs voor Architectuur
| Jaar | Winnaars                                     | Ontwerp                                                                 |
| ---- | -------------------------------------------- | ----------------------------------------------------------------------- |
| 2022 | Studio Nauta i.s.m. De Zwarte Hond           | renovatie en nieuwbouw IKC Prins Constatijn in Leeuwarden               |
| 2020 | Achterbosch Architecten J.O.N.G. Architecten | Energie Kenniscentrum Leeuwarden Woning in Oudemirdum                   |
| 2018 | Onix NL                                      | Museum en houtwerkplaats Houtstad-IJlst in IJlst                        |
| 2016 | J.O.N.G. Architecten DP6 architectuurstudio  | Vakantiewoning in It Heidenskip Poppodium & ROC Neushoorn in Leeuwarden |
| 2014 | Borren Staalenhoef Architecten               | Villa Juliana in Leeuwarden                                             |
| 2012 | Onix                                         | Michaëlschool in Leeuwarden                                             |
| 2010 | TWA architecten                              | Woon-zorgcomplex Offingaburg in Hallum                                  |
| 2008 | TWA architecten                              | Wonen Noordwest Friesland in Sint Annaparochie                          |
| 2006 | Onix                                         | Villa Maarsingh in Leeuwarden                                           |
| 2004 | Architectenbureau Jelle de Jong              | Verbouw van een woonboerderij te Nijemirdum                             |
| 2002 | Bureau Verheijen Verkoren Knappers De Haan   | Parkeergarage Hoeksterend in Leeuwarden                                 |
| 2000 | Bonnema Borren Staalenhoef architecten       | Twee recreatiewoningen op een duintop op Vlieland                       |

## Prijs voor Vormgeving
| Jaar | Winnaars                                                   | Ontwerp |
| ---- | ---------------------------------------------------------- | --- |
| 2024 | Folkert van der Hoek                                       | presentatieruimte Phlox in Huins                                                                           |
| 2021 | Kennis- en ynformaasjesitrum Hegebeintum                   | ontwerp inrichting nieuw bezoekerscentrum                                                                  |
| 2019 | Elmo Vermijs                                               | Gegrond, bouwwerk Geluidspiegel en tentoonstelling Perspectief, Terschellinger Polder, Oeral Festival 2018 |
| 2017 | Studio INAMATT                                             | Sweet Nothing, een Nederlandse interpretatie van de Japanse theeceremonie                                  |
| 2015 | Claudy Jongstra                                            | Denkkamer, een ruimte in het voormalige NatLab van Philips                                                 |
| 2013 | NRJ Architectuur                                           | Meubels Rabobank Atelier Fries Museum                                                                      |
| 2011 | Gjalt Pilat                                                | Tafelserie Pake Sytse                                                                                      |
| 2009 | BWH ontwerpers/ Rudmer van Hulzen                          | Jaarverslag 2006/plan 2007 OM Arrondissementsparket Leeuwarden                                             |
| 2007 | Ykje Hibma, Durk Kramer, Maaike de Vreeze, Bastiaan Blaauw | Mobiele tienerplek Binnenboard                                                                             |
| 2005 | Claudy Jongstra                                            | Cherry Blossom                                                                                             |
| 2003 | Koninklijke Tichelaar Makkum                               | Nothing New                                                                                                |
| 2001 | Hanshan Roebers                                            | De boot van toen                                                                                           |